# Pia Brandelius
Pia Brandelius, född 11 augusti 1940 i Adolf Fredriks församling i Stockholm, är en svensk journalist verksam vid TV. 
Pia Brandelius är dotter till advokaten Erik Brandelius och Gunnel, ogift Rosenquist, samt brorsdotter till artisten Harry Brandelius och faster till musikern Uje Brandelius.
Efter studentexamen läste hon på universitet och blev filosofie kandidat 1968. Hon var anställd vid Sveriges Radios Ekoredaktion 1965–1980, japanska radion NHK 1968–1970 samt vid Sveriges Television från 1980. Hon var nyhetspresentatör i Aktuellt.
På 1990-talet ledde hon tillsammans med Karin Andersson samhälls- och debattprogrammet Speciellt, som sändes på söndagskvällarna. 
Pia Brandelius var 1967–1972 gift med läkaren Tryggve Årman (1941–2021)  och är sedan 1989 gift med journalisten Håkan Hanson (född 1933). Hon är mor till operasångaren Erik Årman (född 1970).